# San Francisco Ocotepec
San Francisco Ocotepec är en ort i Mexiko.   Den ligger i kommunen Xochitlán de Vicente Suárez och delstaten Puebla, i den sydöstra delen av landet, 160 km öster om huvudstaden Mexico City. San Francisco Ocotepec ligger 1 437 meter över havet och antalet invånare är 290.
Terrängen runt San Francisco Ocotepec är huvudsakligen kuperad, men västerut är den bergig. Terrängen runt San Francisco Ocotepec sluttar norrut. Runt San Francisco Ocotepec är det ganska tätbefolkat, med 129 invånare per kvadratkilometer. Närmaste större samhälle är Zaragoza, 19,6 km sydost om San Francisco Ocotepec. Omgivningarna runt San Francisco Ocotepec är en mosaik av jordbruksmark och naturlig växtlighet.